# Anchon gracilis
Anchon gracilis är en insektsart som beskrevs av Schmidt 1911. Anchon gracilis ingår i släktet Anchon och familjen hornstritar. Inga underarter finns listade i Catalogue of Life.